# Казальфьюманезе
Казальфьюманезе (итал. Casalfiumanese) —  коммуна в Италии, располагается в регионе Эмилия-Романья, в провинции Болонья.
Население составляет 3353 человека (2008 г.), плотность населения составляет 41 чел./км². Занимает площадь 82 км². Почтовый индекс — 40020. Телефонный код — 0542.
Покровителем коммуны почитается святой Григорий Великий, папа Римский, празднование 12 марта.

## Демография
Динамика населения:

## Города-побратимы
- Ротонделла, Италия

## Администрация коммуны
- Официальный сайт: https://web.archive.org/web/20060510002208/http://www.comunedicasalfiumanese.it/